# Zonage résidentiel

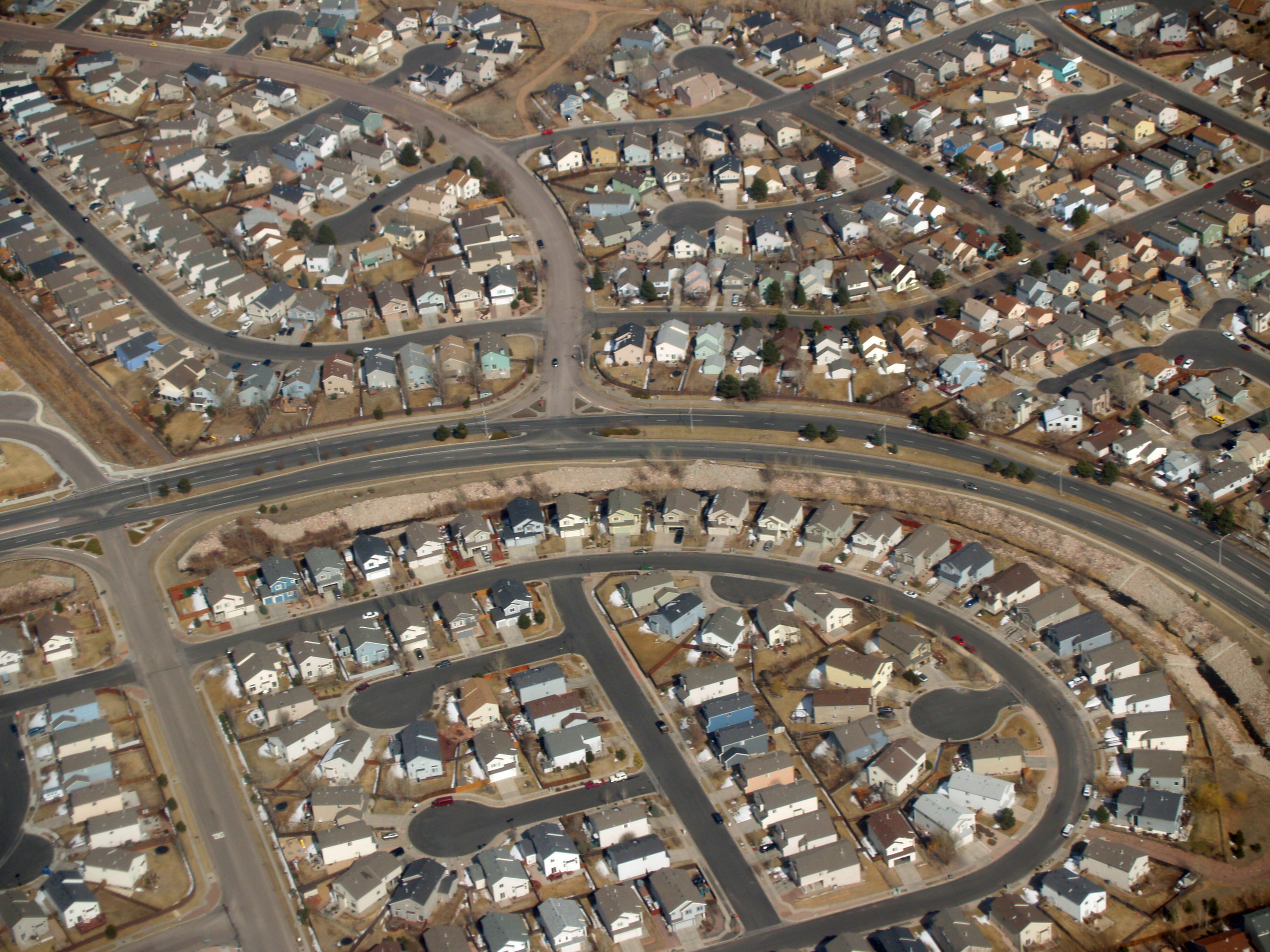
Zone résidentielle à Colorado Springs (2008).

Le zonage résidentiel est une indication du document d'urbanisme définissant le type d'occupation résidentielle d'une zone.

## Caractéristiques
Cette zone est réservé principalement à l'habitat. 
Le zonage résidentiel est défini : 
- d'une part dans le document graphique du document d'urbanisme, qui délimite les diverses zones du document (zone centrale, zone résidentielle, zone d'activité, zone agricole, zone naturelle…).
- d'autre part dans le document écrit appelé règlement (En France, règlement de lotissement, règlement de Plan local d'urbanisme…), qui détermine ce qu'il est possible de construire dans la zone.

Ce règlement énumère les activités autorisés ou interdites dans la zone et définit les règles de prospect à respecter, soit, habituellement :
- la hauteur maximale,
- les reculs par rapport aux voies et par rapport aux limites mitoyennes,
- les couleurs et matériaux à utiliser dans la construction,
- la surface des bâtiments autorisée, habituellement déterminée par le coefficient d'occupation des sols (COS), ainsi que le coefficient maximal d'emprise au sol, parfois appelé « C.E.S »,
- les types de plantation d'alignement à utiliser.